# Zastava Barbadosa
Zastava Barbadosa službeno je usvojena 30. studenog 1966., na dan stjecanja neovisnosti otoka.
Zastava je podijeljena na tri okomita polja: između dva tamnoplava polja nalazi se u sredini polje zlatne boje. Crni trozubac nalazi se u sredini, na zlatnom polju.
Vrh trozupca, takozvani slomljeni trozubac, simbolizira neovisnost od Ujedinjenog Kraljevstva, jer je u kolonijalnom vremenu grb sadržavao cijeli trozubac. Svaki vrh simbolizira vrh demokracije. Tamnoplava polja simboliziraju ocean i nebo, dok zlatno polje simbolizira pijesak Barbadosa.

## Vanjske poveznice
- Flags of the World
- Kolonijalna zastava - Flags of the World